# Улица Саляма Адиля
Улица Саля́ма Ади́ля — улица на западе Москвы в районе Хорошёво-Мнёвники Северо-Западного административного округа. Находится между Карамышевской набережной и проспектом Маршала Жукова. Здесь располагаются городская клиническая больница № 67 и Государственный научный центр колопроктологии.

## Происхождение названия
Названа в 1963 году в честь иракского коммуниста Саляма Адиля (1924—1963, настоящее имя — Хусейн Ахмед Ар-Рады), погибшего в тюрьме в Багдаде.

## Расположение
Улица Саляма Адиля начинается от Карамышевской набережной, проходит на север, слева от неё отходит Карамышевский проезд, пересекает улицу Мнёвники и выходит на проспект Маршала Жукова, где заканчивается. На противоположной стороне проспекта переходит в бульвар Генерала Карбышева (точнее в его западную линию).

## Учреждения и организации
- Дом 2 — Государственный научный центр колопроктологии; Клиника ветеринарной медицины; Ассоциация колопроктологов России;
- Дом 2/44 — Городская клиническая больница № 67 имени Л. А. Ворохобова;
- Дом 2, корпус А — Научно-клинический центр оториноларингологии (филиал) Федерального агентства по здравоохранению и социальному развитию;
- Дом 4 — здесь до 2021 года располагался кинотеатр «Патриот»[1]; в 2022 году ведётся строительство типового торгово-развлекательного центра компании ADG Group[2]
- Дом 11, корпус 1 — детский сад № 1887.

## См.также
- Храм Живоначальной Троицы в Хорошёве